# Tensão superficial

Diagrama de forças de coesão no interior e na superfície de um líquido.

Tensão superficial é um efeito físico que ocorre na interface entre duas fases químicas. Ela faz com que a camada superficial de um líquido venha a se comportar como uma membrana elástica. Esta propriedade é causada pelas forças de coesão entre moléculas semelhantes, cuja resultante vetorial é diferente na interface. Enquanto as moléculas situadas no interior de um líquido são atraídas em todas as direções pelas moléculas vizinhas, as moléculas da superfície do líquido sofrem apenas atrações laterais e internas. Este desbalanço de forças de atração faz a interface se comportar como uma película elástica, como um látex.
Por causa da tensão superficial, alguns objetos mais densos que o líquido podem flutuar na superfície, caso estes se mantenham secos sobre a interface. Este efeito permite, por exemplo, que alguns insetos caminhem sobre a superfície da água e que poeira fina não afunde. A tensão superficial também é responsável pelo efeito de capilaridade, formação de gotas e bolhas, e imiscibilidade entre líquidos polares e apolares
 (separação de óleo e água).

## Fenômenos causados pela tensão superficial

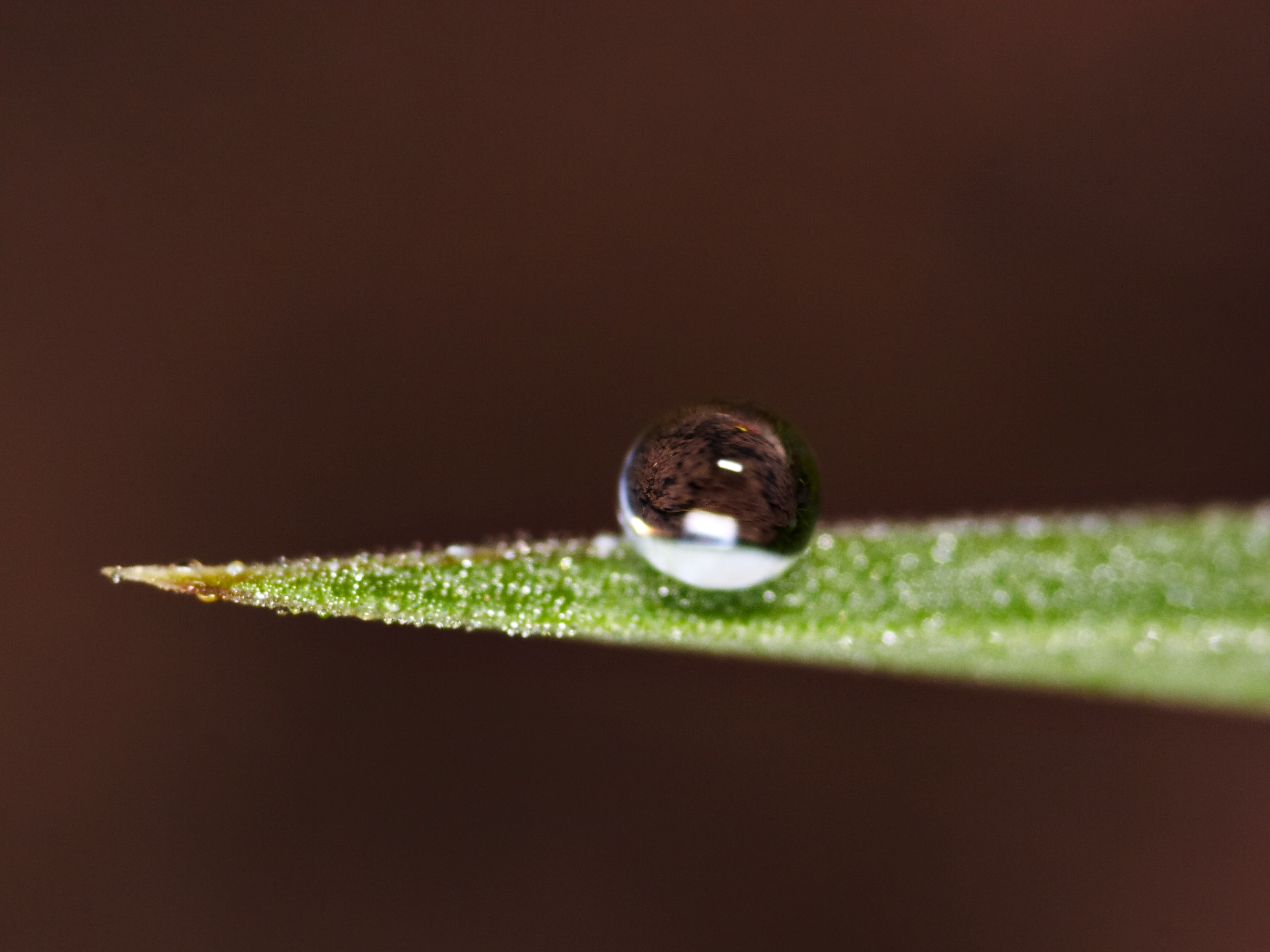
A. Gota de água contraída sobre uma folha.
B. Instabilidade de um filete de água produz a formação de gotas.
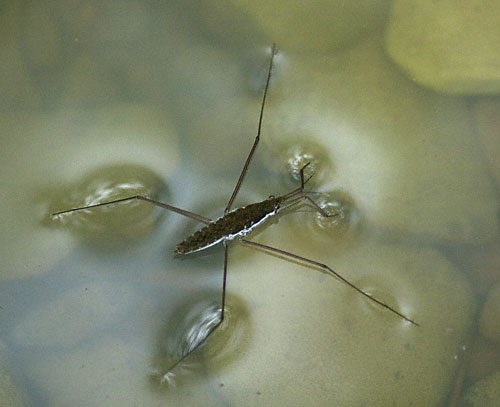
C. Inseto caminhando sobre a água.
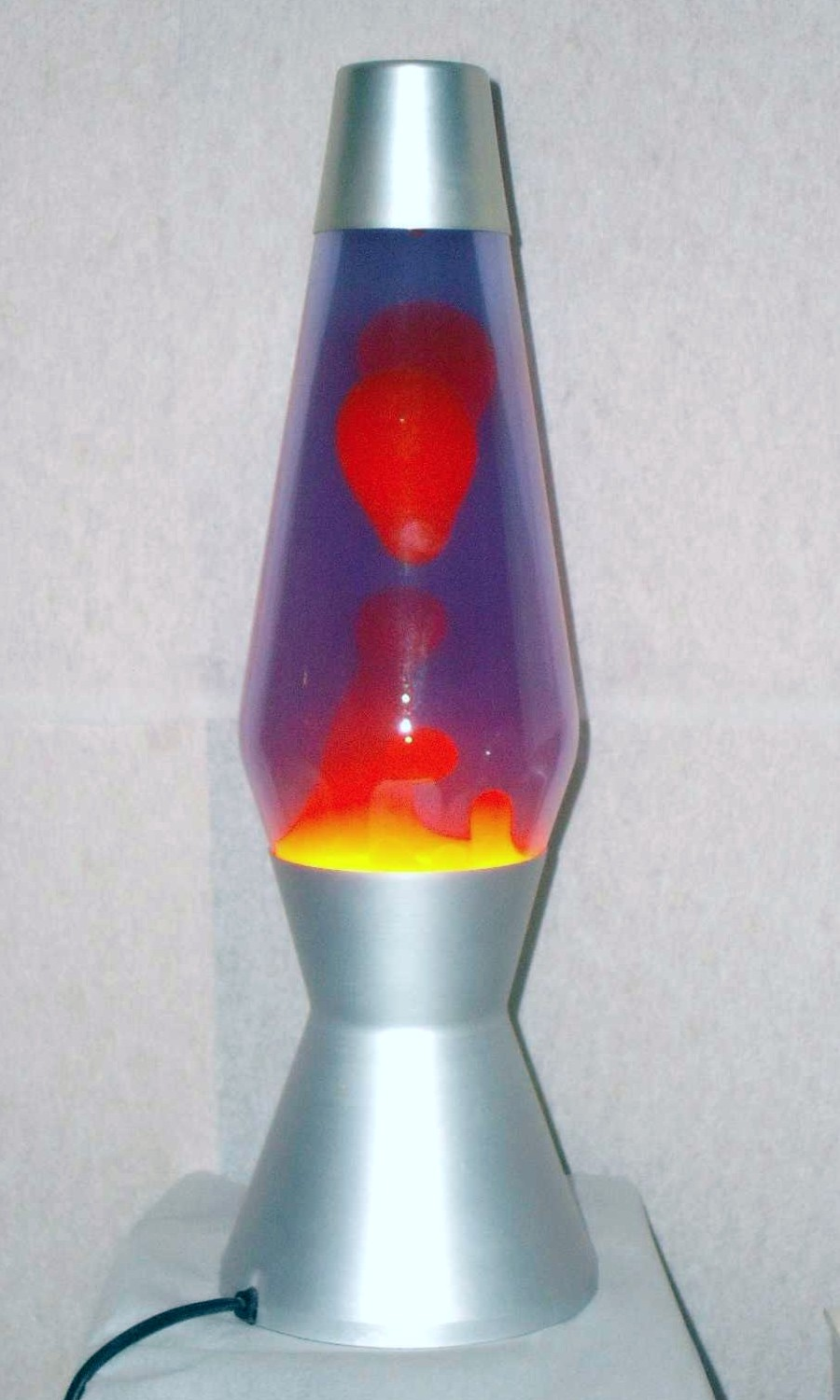
D. Lâmpada de lava com a convecção entre duas fases líquidas distintas: água e cera.
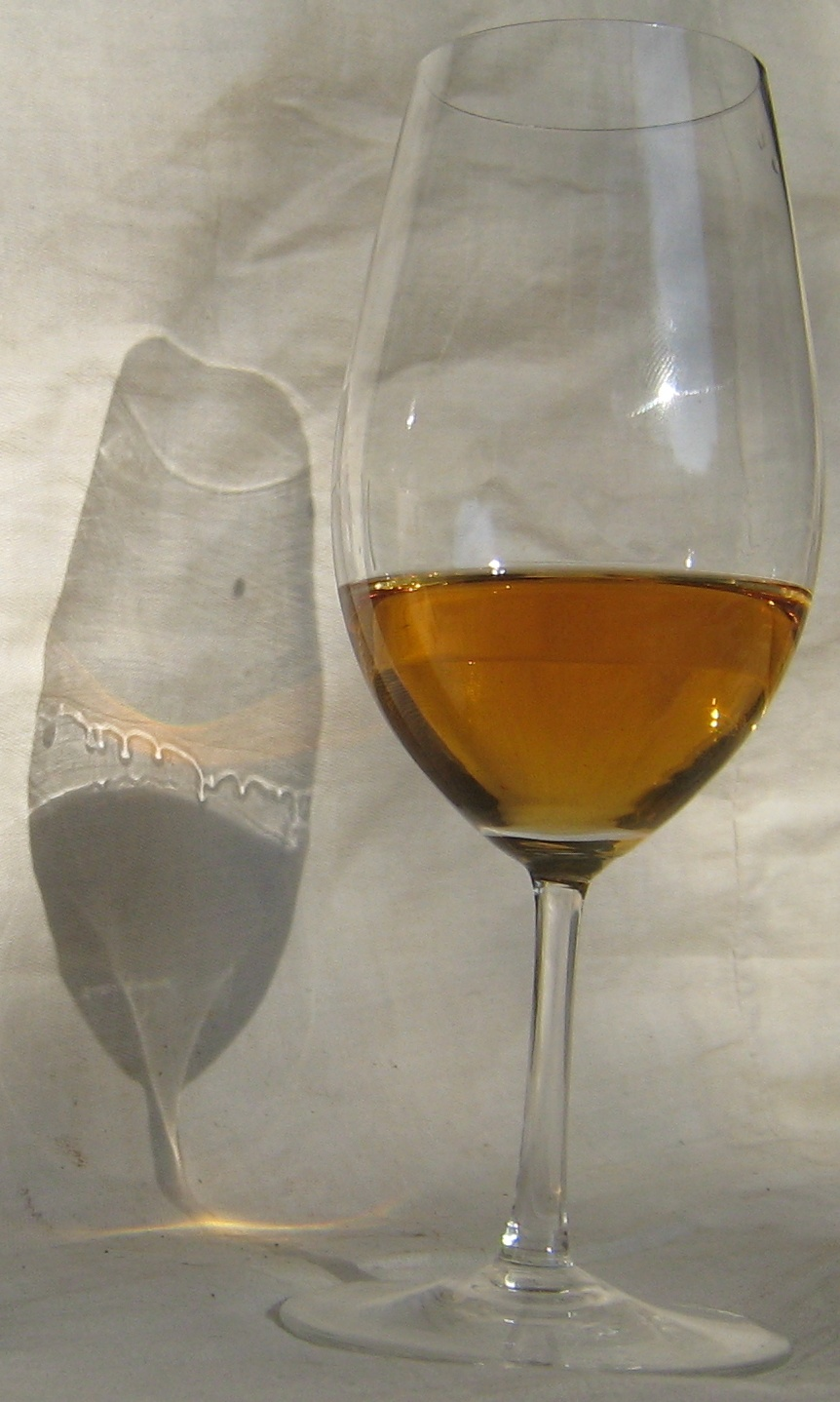
E. Lágrimas de vinho subindo sobre o vidro do cálice.
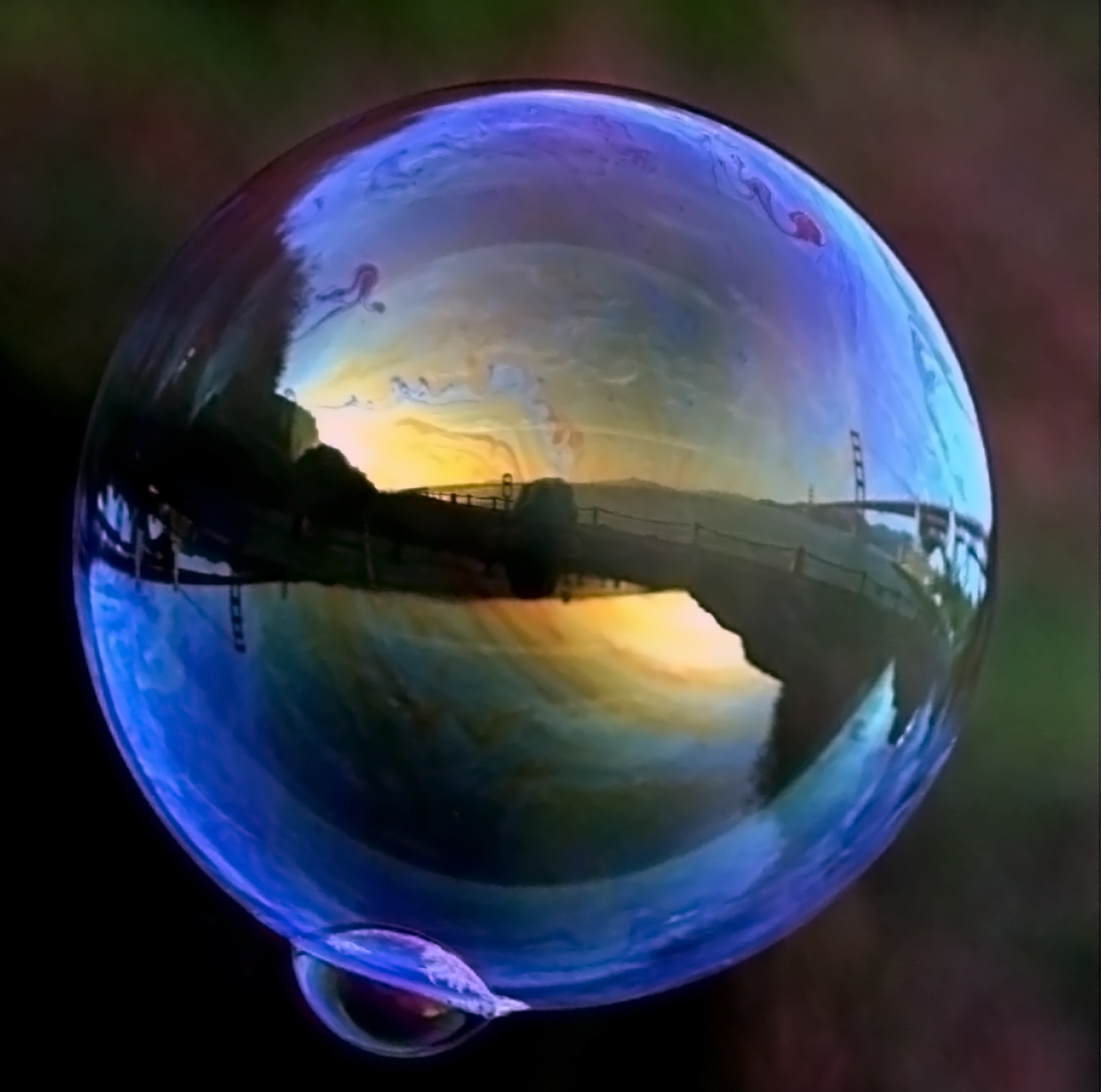
F. Bolha de sabão.
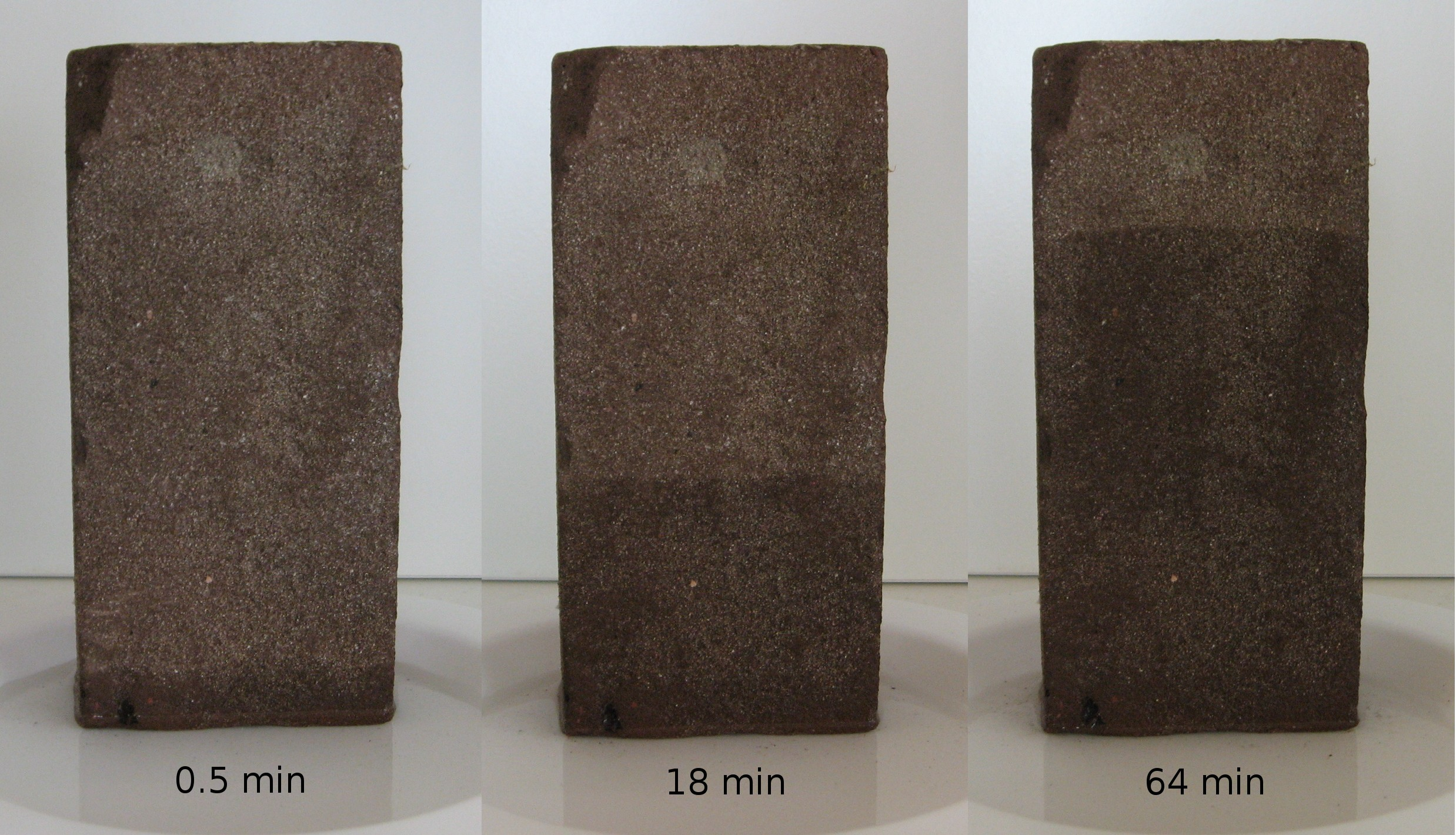
G. Efeito de capilaridade puxando água para dentro de um tijolo.
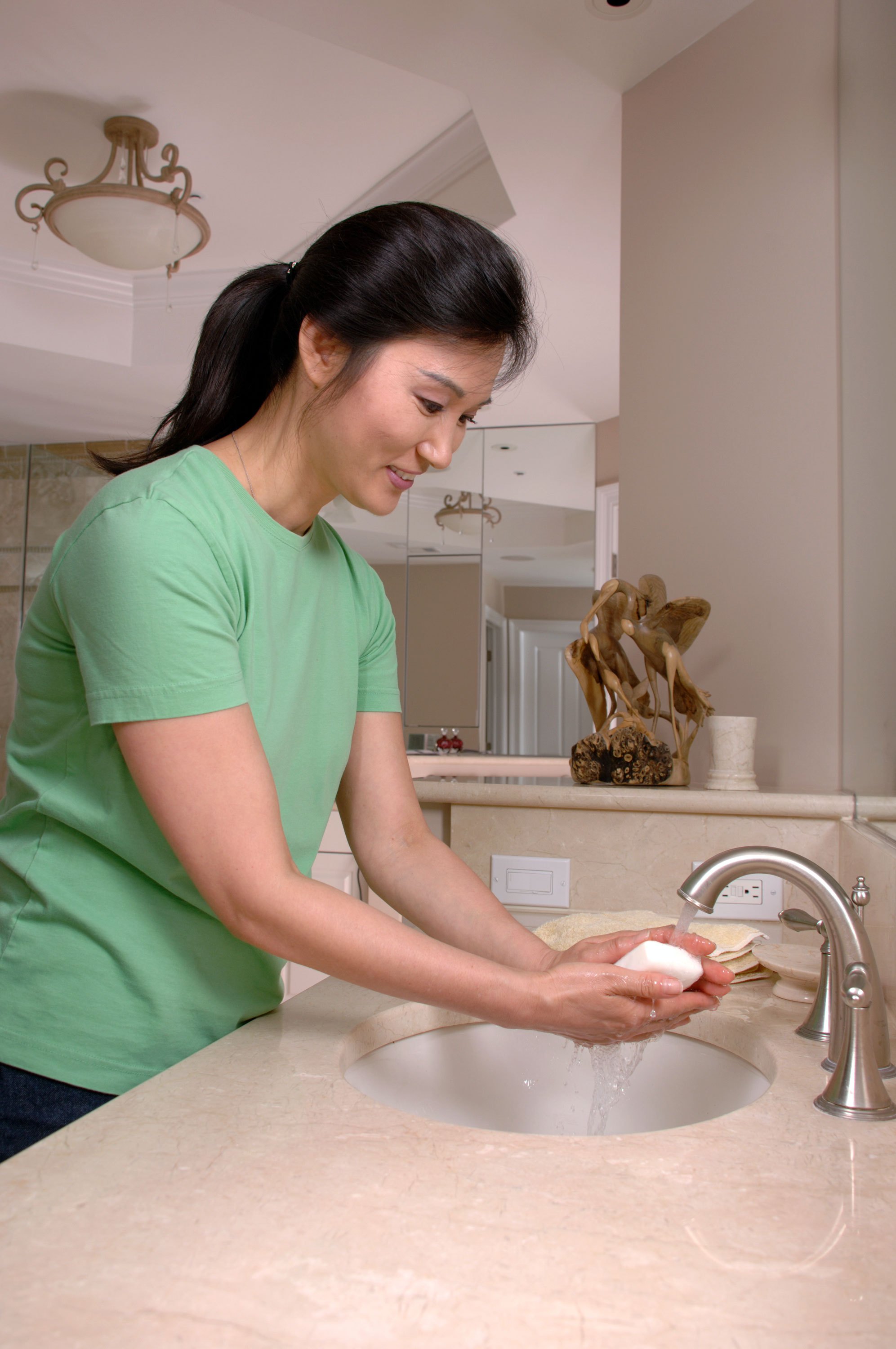
H. Lavando as mãos (e outras coisas) com sabão.

A. A gota água da chuva sobre uma superfície hidrofóbica, tal como uma folha. As forças moleculáres de adesão entre a água e a superfície são muito mais fracas que as forças de coesão. A tensão superficial dá às gotas a esta forma quase esférica, porque uma esfera tem a menor relação de superfície/volume possível.
B. Gotas se formam quando um filete líquido é esticado, aumentando a relação de superfície/volume. A animação mostra o filete d'água aderido à torneira ganhando massa até ser esticada a um ponto em que a tensão de superfície já não pode ligá-la à torneira. Assim que o filete se rompe, a gota se torna esférica pelo própria tensão de superfície.
C. Objetos mais densos que a água flutuam por causa da tensão superficial quando eles têm superfície hidrofóbica (não molhável) e se seu peso for menor que as forças resultantes da tensão superficial, como aranhas d'água usando a tensão superficial para caminhar sobre a água. Neste caso, a superfície da água funciona como uma membrana elástica.
D. Separação de óleo e água (neste caso, água e cera derretida) é causada pela tensão superficial entre dois líquidos distintos. Este caso de tensão superficial também é chamado de tensão de interface, mas a física é a mesma.
E. Lágrimas de vinho acontecem quando bebidas alcoólicas sobem sobre o vidro, acumulam e descem em forma de gotas. Este é o efeito de Marangoni, que ocorre porque existe um gradiente de tensão superficial nos cantos do copo. A bebida alcoólica é uma mistura principalmente composta de água e etanol, que possui tensão superficial mais baixa que água pura. As gotas sobem não só por causa da baixa tensão superficial, mas também porque o aumento da superfície facilita a evaporação do álcool. Assim que o álcool evapora, a tensão superficial sobe as gotas se formam e descem de volta para a superfície do vinho.
F. Bolhas de sabão são formadas por uma membrana d'água com ar dentro e fora. Esse tipo de bolha normalmente necessita do sabão (surfactante) para reduzir a tensão superficial da água e assim deixar a bolha mais estável.
G. Capilaridade acontece quando a afinidade do líquido pela superfície é grande o suficiente para vencer a o seu próprio peso. A porosidade do material é diretamente proporcional à relação superfície de contato/volume.
H. Sabões, detergentes e outros surfactantes rompem a tensão superficial, por que essas moléculas possuem um lado com boa afinidade com a água (hidrofílico) e outro lado com boa afinidade com gorduras (hidrofóbico ou lipofílico).

## Física

### Grandeza física
A letra grega γ é normalmente usada para representar a tensão superficial. A tensão superficial tem a grandeza de força por unidade de comprimento, que é equivalente a energia por unidade de área. Normalmente, o termo energia de superfície é usado para a dimensão de energia por unidade de área. Energia de superfície é um termo mais geral, também aplicado a sólidos. Em SI sua grandeza é newton por metro ou joule por metro quadrado. O sistema CGS também é muito utilizado, com suas grandezas dina por centímetro e erg por centímetro quadrado.
{\displaystyle \gamma =1~{\frac {\text{dyn}}{\text{cm}}}=1~{\frac {\text{erg}}{{\text{cm}}^{2}}}=0,001~{\frac {\text{N}}{\text{m}}}=0,001~{\frac {\text{J}}{{\text{m}}^{2}}}}

### Equação de Young-Laplace

O diagrama mostra, na seção transversal, uma agulha que está sobre a tensão superficial da água. Seu peso, Fw, faz uma força contra a superfície da água que é equilibrada pelas forças de tensão superficial da água em ambos os lados, Fs<

A tensão superficial está relacionada com a diferença de pressão entre os dois lados de uma interface pela equação de Young-Laplace:
{\displaystyle \Delta P=\gamma \left({\dfrac {1}{R_{1}}}+{\dfrac {1}{R_{2}}}\right)}
Em que {\displaystyle R_{1}} e {\displaystyle R_{2}} são os raios de curvatura da interface.

## Tensão superficial de alguns líquidos
Abaixo, a tensão superficial de vários líquidos em dina por centímetro, equivalente, no Sistema Internacional de Unidades a milinewton por metro:
| Líquido                            | Temperatura em °C | Tensão superficial em dyn/cm |
| ---------------------------------- | ----------------- | ---------------------------- |
| Ácido acético                      | 20                | 27,6                         |
| Ácido acético (40,1%) + água       | 30                | 40,68                        |
| Ácido acético (10%) + água         | 30                | 54,56                        |
| Acetona                            | 20                | 23,7                         |
| Éter etílico                       | 20                | 17                           |
| Etanol                             | 20                | 22,27                        |
| Etanol (40%) + água                | 25                | 29,63                        |
| Etanol (11,1%) + água              | 25                | 46,03                        |
| Glicerina                          | 20                | 63                           |
| Hexano                             | 20                | 18,4                         |
| Ácido clorídrico em solução aquosa | 20                | 65,95                        |
| Isopropanol                        | 20                | 21,7                         |
| Mercúrio                           | 15                | 487                          |
| Álcool metílico                    | 20                | 22,6                         |
| Octano                             | 20                | 21,8                         |
| Solução aquosa de cloreto de sódio | 20                | 82,55                        |
| Sacarose + água                    | 20                | 76,45                        |
| Água                               | 0                 | 75,64                        |
| Água                               | 20                | 72,87                        |
| Água                               | 25                | 71,97                        |
| Água                               | 50                | 67,91                        |
| Água                               | 100               | 58,85                        |